# Кірхдорф (Нижня Баварія)
Кірхдорф (нім. Kirchdorf) — громада в Німеччині, знаходиться в землі Баварія. Підпорядковується адміністративному округу Нижня Баварія. Входить до складу району Кельгайм. Складова частина об'єднання громад Зігенбург.
Площа — 16,51 км2. Населення становить 916 ос. (станом на 31 грудня 2020).

## Галерея

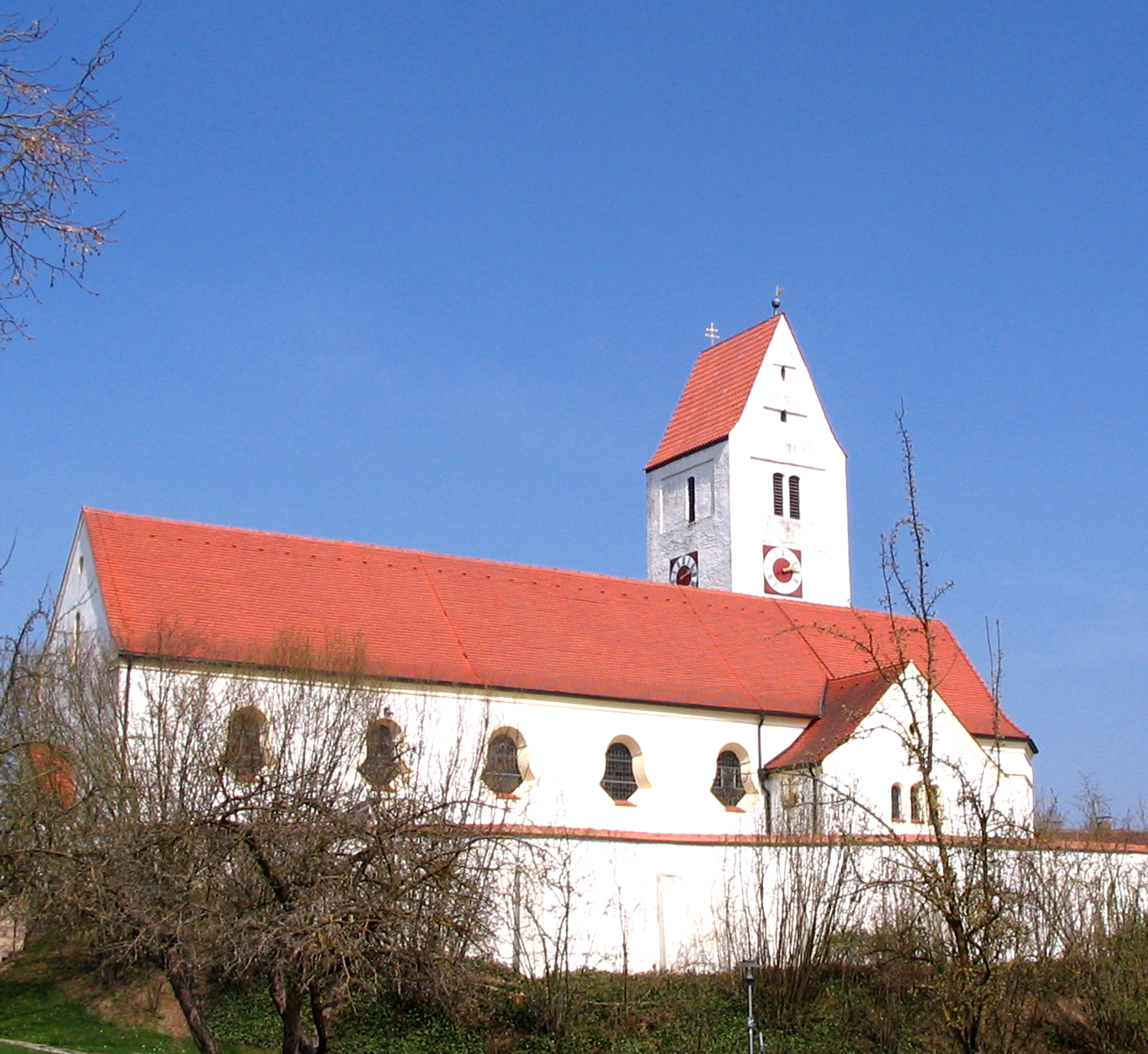